# Ерітрос-Ставрос
Ерітрос-Ставрос (грец. Ερυθρός Σταυρός — Червоний Хрест) — район на північному сході Афін, утворений довкола лікарні Червоного Хреста.
Межує із районом Кіфісія, обмежений проспектом Месогейон від Абелокіпі. В останні роки все частіше ототожнюється із Абелокіпі або розглядається як частина останнього. Окрім лікарні Червоного Хреста, в Ерітрос-Ставрос розташовані Поліцейська академія та Міністерство юстиції Греції.